# Копотино
Копо́тино — жилой район в городе Кировграде Свердловской области России, бывшая деревня при золотом месторождении.

## География

### Расположение
Копотино занимает северную часть современного города Кировграда. Площадь района составляет приблизительно 1,6 км². Копотино расположено по берегам реки Южной Шуралки (Шуралки). Она протекает по копотинским землям сначала на восток, затем на юго-запад, впадая восточнее Копотина в городской пруд. В районе улицы Пушкина на реке образован родник Пушкинский. Ближайшие к району Копотино автобусные остановки «Музыкальная школа» и «Улица 8 Марта» расположены на улицах Свердлова и Кировградской соотвественно.
С северо-запада и севера Копотино ограничено территориями садоводческих товариществ «Юность», «Металлург», «Коммунальщик» и «Юбилейный». На востоке к району примыкает небольшой лес и застройка 3-го микрорайона. Южнее Копотина находится центральная часть Кировграда с многоэтажной жилой застройкой (2-й микрорайон) и основными объектами городской инфраструктуры. К юго-западу от района расположена Острая гора, а западную окрестность занимает лес.

### Уличная сеть
Уличная сеть жилого района Копотино включает 23 улицы и 2 переулка. Большая часть улиц являются исключительно внутрирайонными, однако некоторые улицы проходят через другие части Кировграда и служат для транспортной связи между различными городскими местностями (например: Кировградская, Свердлова). Жилые дома, расположенные по переулку Гоголя, как адресные объекты относятся к улице Гоголя.
| Название         | Тип      | Длина, м    | Начало и конец                                                                   | Почтовый индекс |
| ---------------- | -------- | ----------- | -------------------------------------------------------------------------------- | --------------- |
| 8 Марта          | Улица    | 1650        | От ул. Свердлова до леса                                                         | 624140          |
| Береговая        | Улица    | 270         | От левого берега Южной Шуралки до ул. Пушкина                                    | 624152          |
| Весенняя         | Улица    | 130         | 1-й участок — от ул. Достоевского до ул. Металлургов                             | 624140          |
| Весенняя         | Улица    | 110         | 2-й участок — от Сосновой ул. до ул. Достоевского                                | 624140          |
| Весенняя         | Улица    | 270         | 3-й участок — от ул. Достоевского до ул. 8 Марта                                 | 624140          |
| Гоголя           | Переулок | 210         | От ул. Гоголя до Садовой ул.                                                     | 624140          |
| Гоголя           | Улица    | 950         | От ул. Достоевского до правого берега Южной Шуралки                              | 624140          |
| Добролюбова      | Улица    | 750         | От правого берега Южной Шуралки до ул. Мира                                      | 624140          |
| Достоевского     | Улица    | 1110        | От Кировградской ул. до ул. Спортсменов                                          | 624140          |
| Каманина         | Улица    | 960         | От правого берега Южной Шуралки до леса                                          | 624140          |
| Кировградская    | Улица    | 2910 (790)  | От ул. Ленина до ул. Пушкина                                                     | 624140          |
| Копотинская      | Улица    | 470         | От ул. Мира до леса                                                              | 624140          |
| Красных Партизан | Улица    | 350         | От Кировградской ул. до Садовой ул.                                              | 624140          |
| Лесная           | Улица    | 250         | От леса до ул. 8 Марта                                                           | 624186          |
| Металлургов      | Улица    | 750         | От ул. Мира до леса                                                              | 624140          |
| Мира             | Улица    | 1190        | От ул. Лермонтова до ул. Добролюбова                                             | 624140          |
| Некрасова        | Улица    | 710         | От правого берега Южной Шуралки до въезда в СНТ «Юность»                         | 624140          |
| Острогорская     | Улица    | 160         | От ул. Достоевского до леса                                                      | 624140          |
| Парковая         | Улица    | 270         | От многоквартирного дома 77 по ул. Лермонтова до ул. Достоевского                | 624140          |
| Пушкина          | Переулок | 370         | От ул. Свердлова до ул. Пушкина                                                  | 624140          |
| Пушкина          | Улица    | 990         | От ул. Свердлова до въезда в СНТ «Металлург»                                     | 624140          |
| Радищева         | Улица    | 650         | От леса рядом с ул. Свердлова до ул. Гоголя                                      | 624140          |
| Садовая          | Улица    | 700         | От ул. Достоевского до ул. Добролюбова                                           | 624140          |
| Свердлова        | Улица    | 3650 (1600) | От тройного стыка с Октябрьской ул. и ул. Урицкого до въезда в СНТ «Олимпийский» | 624140          |
| Сосновая         | Улица    | 510         | От ул. Мира до Острогорской ул.                                                  | 624140          |
| Спортсменов      | Улица    | 130         | От ул. Достоевского до леса                                                      | 624140          |
| Юбилейная        | Улица    | 270         | От ул. 8 Марта до ул. Каманина                                                   | 624140          |

### Жилая застройка
Копотино представляет район малоэтажной жилой застройки индивидуальными домами. Бо́льшая чась застройки расположена на правом берегу Южной Шуралки, то есть к югу и юго-западу от реки. На левом берегу, к северу и северо-востоку от Шуралки, расположена жилая застройка по переулку Пушкина, улицам Пушкина, Береговой и части улицы Свердлова, а также территории прилегающих к жилому району садоводческих товариществ (кроме СНТ «Юность») и гаражей. К северо-востоку от Копотина генеральным планом города предусмотрено строительство нового района индивидуальной жилой застройки, получившего наименование Новый Северный.

## История
Деревня Копотино появилась несколько позже Калаты, располагавшейся в 3 км южнее.
В 1889 году на Южной Шуралке было открыто месторождение золота. Разрабатываться оно начало в 1890 году. Изначально оно называлось Капотинским золотым прииском и разрабатывалось как рассыпное. Верхние разрушенные части кварцевых жил промывали на бутаре, поэтому много золота уносилось в отвалы промывки. Чтобы извлекать золото из эфелей, здесь построили бегунную фабрику и циановый завод, который работал только в летнее время. На бегунной фабрике было 6 чаш берёзовского типа. Золотая руда дробилась и амальгамировалась в чаши со ртутью. Полученное сырьё  классифицировалось в отсадочных бассейнах, эфель же поступал на циановый завод. На заводе было 7 деревянных чанов, каждый по 1200 пудов. При этом извлекаемость золота составляла лишь 60-65%.
В 1912-1913 годах на данном месторождении проводились разведочные работы с целью прослеживания Копотинской рудной зоны по простиранию, падению и мощности. В 1913 году добыча на Копотинском руднике была незначительной, а в 1914 году и вовсе прекратилась. Всего к тому времени с момента начала разработки было добыто 426 тыс. тонн золотоносной руды, из которой получено 1536 кг золота. Среднее содержание золота в руде составляло приблизительно 3,6 г/т.
В XIX — нач. XX вв. деревня Копотина входила в состав Нейво-Рудянской волости Екатеринбургского уезда Пермской губернии. Примечательно, что деревня Калата, из которой вырос современный Кировград, входила в состав соседней Верхне-Тагильской волости того же уезда. После установления советской власти и ряда преобразований административно-территориального устройства деревня была подчинена Калатинскому сельсовету в составе Невьянского района Екатеринбургского округа (с 1924 года — Свердловский округ) Уральской области РСФСР.
10 сентября 1932 года рабочий посёлок Калата вместе с окружающими селениями был преобразован в город Калату, который с декабря 1935 года носит наименование Кировград. Копотино превратилось в один из жилых районов города.
В 1936 году на Копотинском месторождении были проведены восстановительные работы, началась пробная эксплуатация. За 1937 год было добыто на Копотинском руднике и обработано на Кировградском медеплавильном заводе 169 тонн руды. Получено 1347 г золота. В сентябре 1937 года разведочные работы были прекращены ввиду отказа Кировградского медеплавильного завода: руда была непригодной для флюсов без предварительного обогащения. Оставшиеся запасы в виде 161,4 тыс. тонн руды и 512,5 кг золота были списаны с баланса Невьянского прииска в 1955 году по решению ТКЗ треста «Уралзолото».

## Население
| Год                         | 1887 | 1904 | 1908 | 1926 |
| --------------------------- | ---- | ---- | ---- | ---- |
| Общая численность населения | 103  | 121  | 150  | 130  |
| Численность мужчин          | 49   | 63   | 72   | 55   |
| Численность женщин          | 54   | 58   | 78   | 75   |
| Число дворов (домохозяйств) | 24   | 32   | 37   | 67   |

### Комментарии
1. ↑  Указаны приблизительные длины улиц с округлением до десятков метров.
2. ↑  По данным публичной кадастровой карты, Весенняя улица состоит из трёх отдельных участков: 1-го, 2-го и 3-го. При этом 2-й участок, где начинается нумерация домов, проходит до улицы Достоевского, от которой на расстоянии порядка 70—80 м к юго-западу и северо-востоку от конца 2-го участка начинаются 1-й и 3-й участки соответственно и проходят параллельно друг другу.
3. ↑  В скобках указана приблизительная длина участка Кировградской улицы в пределах района Копотино, вне скобок — общая протяжённость улицы.
4. ↑  В скобках указана приблизительная длина участка улицы Свердлова в пределах района Копотино, вне скобок — общая протяжённость улицы.